# Sheree Murphy
Sheree Murphy (* 22. August 1975 in Islington, London) ist eine britische Schauspielerin und Moderatorin. 

## Leben und Karriere
Murphy ist vor allem für ihre Rolle der Tricia Dingle in der Seifenoper Emmerdale bekannt, die sie von 1998 bis 2004 spielte. Daneben präsentierte sie unter anderem Sendungen für MTV UK und ITV. 2005 nahm sie an der fünften Staffel der britischen Fernsehshow I’m a Celebrity…Get Me Out of Here! teil und erreichte den zweiten Platz.
Murphy ist seit dem 24. Mai 2002 mit dem australischen Fußballspieler Harry Kewell verheiratet und hat mit ihm vier Kinder.

## Filmografie (Auswahl)
- 1998: Berkeley Square (Fernsehserie, 4 Folgen)
- 1998–2004: Emmerdale Farm (Fernsehserie, 77 Folgen)
- 2010–2011: Hollyoaks (Fernsehserie, 30 Folgen)
- 2014: Nachbarn (Neighbours, Fernsehserie, 12 Folgen)